# The Shanty at Trembling Hill
The Shanty at Trembling Hill è un cortometraggio muto del 1915. Il nome del regista non viene riportato.

## Trama
Un giovane politico canadese dalla promettente carriera lascia la città per il grande spazio aperto dei territori del Nord-Ovest. La vita libera e selvaggia lo porterà a incontrare l'amore.

## Produzione
Il film fu prodotto dalla Essanay Film Manufacturing Company nel 1914.

## Distribuzione
Distribuito dalla General Film Company, il film - un cortometraggio in due bobine - uscì nelle sale cinematografiche USA il 1º gennaio 1915. È conosciuto anche con il titolo The Shanty of Trembling Hill.